# Jiří Halamka
Jiří Halamka (* 1. srpna 1943, Třebíč) je český tanečník, choreograf a pedagog.

## Biografie
Jiří Halamka se narodil v roce 1943 v Třebíči, v roce 1961 absolvoval Taneční konzervatoř v Brně, následně nastoupil do brněnského divadla, kde působil do roku 1964, kdy přešel do Baletního souboru do Prahy. V roce 1968 odešel do Karlsruhe, kde pracoval do roku 1970, následně odešel do Bernu, kde pracoval v baletním souboru mezi lety 1970 a 1970, od roku 1975 baletní soubor také vedl. Působil také v Bonnu, Darmstadtu, Mohuči, St. Gallenu nebo Lucernu.
Mezi jeho role patří Jago v Othellovi, kterou v roce 1968 nastudoval v Mohuči, tamtéž roku 1969 nastudoval také roli Franze v Coppélii, tutéž roli posléze nastudoval i v Lucernu v roce 1974. Nastudoval také role Romea nebo Tybalta v Romeovi a Julii (St. Gallen v roce 1972 a Bonn v roce 1971). Jako choreograf působil např. v Bernu, kde připravil choreografii pro Popelku, Leningradskou symfonii, Coppélii nebo Bachčisarajskou fontánu.
V roce 1975 založil v Bernu soukromou baletní školu, za choreografii Písně lásky od Josefa Suka staršího získal ocenění v Kolíně nad Rýnem.
Jeho manželkou byla tanečnice a pedagožka Ivana Lufínková (provdaná Halamková).